# Malacopsyllus fragilis
Malacopsyllus fragilis is een eenoogkreeftjessoort uit de familie van de Ameiridae. De wetenschappelijke naam van de soort werd in 1911 voor het eerst geldig gepubliceerd door Georg Ossian Sars.